# Муссон, Жан-Марк
Жан-Марк Сэмюэл Исаак Муссон (17 февраля 1776 года, Морж, Швейцария — 21 июня 1861 года, Цюрих) — швейцарский политик и государственный деятель. Первый федеральный канцлер Швейцарии (1803—1830).

## Биография
Жан-Марк Муссон был потомком беженцев-гугенотов из Мас-д’Азиля во французском графстве Фуа. Родился в семье реформатского пастора, изучал право в Академии в Лозанне. Окончил Тюбингенский университет и получил докторскую степень (1796). Когда во франкоязычных кантонах Швейцарии началась революция, Берн, опираясь на немецкоязычные кантоны, попытался подавить революцию. После французского вторжения (1797—1798) и связанного с этим конца бернского правления, в январе 1798 года Муссон принял участие в работе временного собрания «Леманской республики» в качестве депутата от муниципалитета Бюрзен (кантон Во) и был его секретарем.
Директория, правительство Гельветической Республики, назначила Муссона в июне 1798 года генеральным секретарём директории. Луи д’Аффри, первый ландамман (должность в конфедерации при Наполеоне) в Швейцарии, назначил его весной 1803 года своим личным секретарем. В июле того же года он был избран парламентом Федеральным канцлером. В значительной степени на Муссона легла ответственность за создание Федеральной канцелярии, старейшего постоянного федерального органа в Швейцарии. Вначале она ежегодно должна была переезжать вместе с архивом в соответствующий форорт (временная столица кантона), с 1815 года только каждые два года.
Ввиду постоянной смены форортов и ландаммана или председателя парламента, Муссон обеспечивал преемственность и через него осуществлялись важнейшие контакты с иностранными послами.
В 1815 году он был награжден венгерским орденом Святого Стефана, а в 1817 году — прусским орденом Красного Орла.
Город Цюрих присвоил Муссону звание почетного гражданина в 1816 году, а город Берн — в 1821 году.
Муссон занимал пост канцлера до 1830 года.
В 1833—1834 гг. он снова работал в арбитражном суде, который юридически регулировал разделение кантона Базель.
Последние 20 лет своей жизни он прожил в Цюрихе.
Его сын Генрих был статс-секретарем Конфедерации (1830—1833). Генрих Муссон был мэром Цюриха с 1840 по 1845 год, а затем — президентом Федерального парламента.
В 2012 году в родном городе Муссона — Морже была открыта мемориальная доска в его честь.